# Abdul Rahim Kemaluddin Al-Haj
Pengiran Anak Abdul Rahim (geb. 31. Dezember 1969) ist ein bruneiischer Adliger und Prince Consort (Gemahl) von Prinzessin Rashidah Sa’adatul Bolkiah, der Tochter von Sultan Hassanal Bolkiah. Er ist auch Mitglied des Privy Council, und Stellvertretender Vorsitzender des DPMM FC.

## Karriere
Abdul Rahim erwarb ein Higher National Diploma in Business studies in Großbritannien. Er kehrte nach Brunei zurück um das Geschäft der Familie zu unterstützen.
Nachdem er zum Mitglied der sozialen Gruppe der Cheteria geworden war, begann er königliche Pflichten bei zeremoniellenb Anlässen zu übernehmen. Prinz Al-Muhtadee Billah und Prinzessin Sarah Salleh hatten sich bereiterklärt die Majlis Doa Selamat und Kesyukuran Istiadat Bersiram (Dankeszeremonien) zu Ehren von Prinz Abdul Muntaqims Geburt am Nachmittag des 22. Mai 2007 zu organisieren. Das Ereignis wurde von Abdul Rahim beaufsichtigt und im Istana Nurul Imam-Surau zelebriert. Am 8. Januar 2023 assistierte er in der Hochzeitszeremonie von Prinzessin Azemah Ni'matul Bolkiah und Prinz Bahar ibni Jefri Bolkiah.

## Familie
Abdul Rahim wurde am Born 31. Dezember 1969 geboren als Sohn des Adligen Pengiran Anak Kemaluddin Al-Haj und von dessen Frau, Pengiran Anak Siti Rafiah. Er ist der Enkel von Pengiran Muda Hashim Abdul Rahman. Er spielt Polo, Badminton und Fußball.

### Ehe
Radio Television Brunei (RTB) übertrug die Hochzeitszeremonie von Prinzessin Rashidah Sa’adatul Bolkiah und Abdul Rahim, welche nach dem Zeremoniell des Melayu Islam Beraja (Malay Muslim Monarchy doctrine) zelebriert wurde. Am 9. August 1996 traf sich die Majlis Istiadat Bersuruh Diraja im Istana Nurul Iman. Eine 21-schüssige Ehrensalve am Lapau markierte den Beginn. Im Anschluss führten die Hofmusiker ein traditionelles Musikstück auf zum Auftakt des Gendang Jaga-Jaga. Das Menerima Tanda Diraja wurde dann am 12. August begangen.
Die Menerima Pertunangan Diraja wurde am Nachmittag des 13. August gefeiert. Die Berbedak-Zeremonie folgte am nächsten Tag und am 15. August in der Omar Ali Saifuddien Mosque wurden beim Akad Nikah Braut und Ehemann zusammengeführt. Nach mehreren Tagen der Rituale wurde das Bersanding am 18. August vor der königlichen Familie und 5.000 Besuchern sowohl aus dem Inland als auch dem Ausland in der Thronhalle des Istana Nurul Iman gefeiert.

### Kinder
Abdul Rahim und Prinzessin Rashidah haben 2 Söhne und 3 Töchter:
- Pengiran Anak Raheemah Sanaul Bolkiah (geb. 28. Dezember 1997)[10]
- Pengiran Anak Hariisah Widadul Bolqiah[11]
- Pengiran Anak Abdul Raqiib (geb. 14. Mai 2002)[12]
- Pengiran Anak Abdul Haseeb (geb. 14. Januar 2006)[13]
- Pengiran Anak Raqeeqah Raayatul Bolqiah (geb. 16. Dezember 2009)[14]

## Ehrungen
Abdul Rahim wurde am 29. April 2004 der Cheteria-Titel Yang Amat Mulia (Hoheit) Pengiran Maharaja Setia Laila Diraja Shahibul Irshad verliehen und er wurde mit den folgenden Ehrungen ausgezeichnet:
- Family Order of Laila Utama (DK I) – Dato Laila Utama[4]